# Resbelul
Resbelul este o operă literară scrisă de Ion Luca Caragiale. 